# ヤーコフ・プロタザノフ
ヤーコフ・アレクサンドロヴィチ・プロタザノフ（ロシア語: Яков Александрович Протазанов, 1881年1月23日 - 1945年8月8日）は、ロシア帝国とソビエト連邦（いずれも現ロシア）の映画監督、脚本家、俳優、ソビエト連邦の映画プロデューサーである。

## 人物・来歴
1881年（明治14年）1月23日、ロシア帝国（現在のロシア）のモスクワに生まれる。
1900年（明治33年）、商業学校を卒業し、商店で働き始める。資金を貯めて、1904年（明治37年） - 1906年（明治39年）に渡仏した。帰国すると、モスクワの映画配給・製作会社「グロリア」に助手として勤めた。

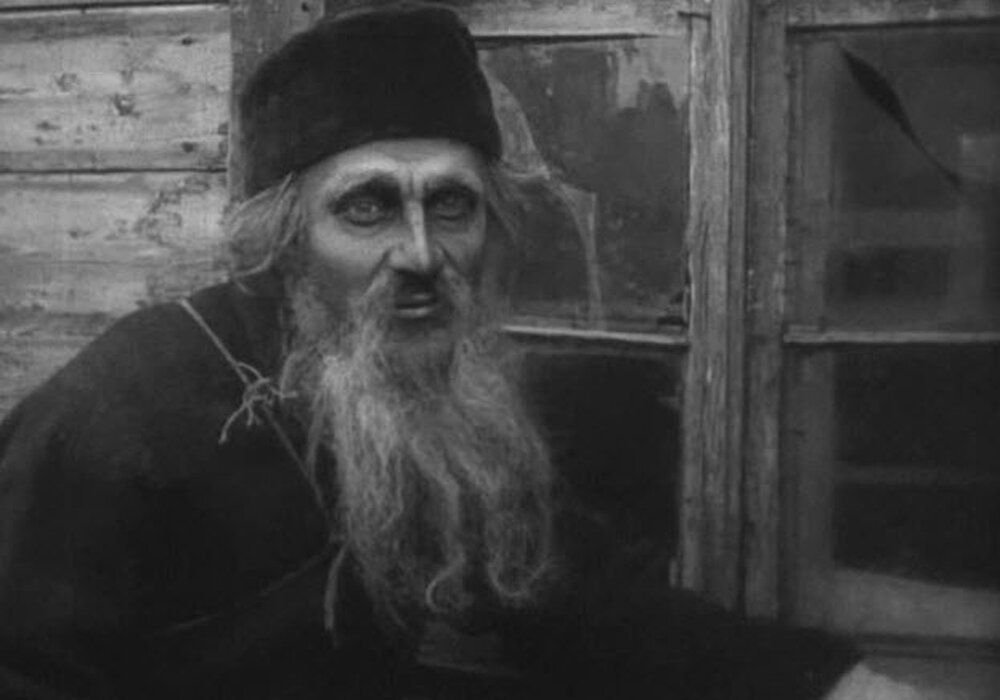
『ペェター・セルギー』（1917年）のモジューヒン。

1910年（明治33年）、パウリ・ティマンと契約する。ティマンは、ウラジミール・ガルディン監督とともにサイレント映画を製作する人物である。ティマンの会社はすでに実績のある会社であったが、1914年（大正3年）には、戦争のために崩壊してしまい、プロタザノフは、ヨシフ・エルモリエフに雇われた。エルモリエフの会社で、『スペードの女王』（1916年）、『ペェター・セルギー』（1917年）を監督し、プロタザノフの代表作となった。1917年（大正8年）、十月革命を逃れてクリミヤ半島のヤルタへと移住するが、その後、映画産業は国営化され、多くがフランスへと移っていった。

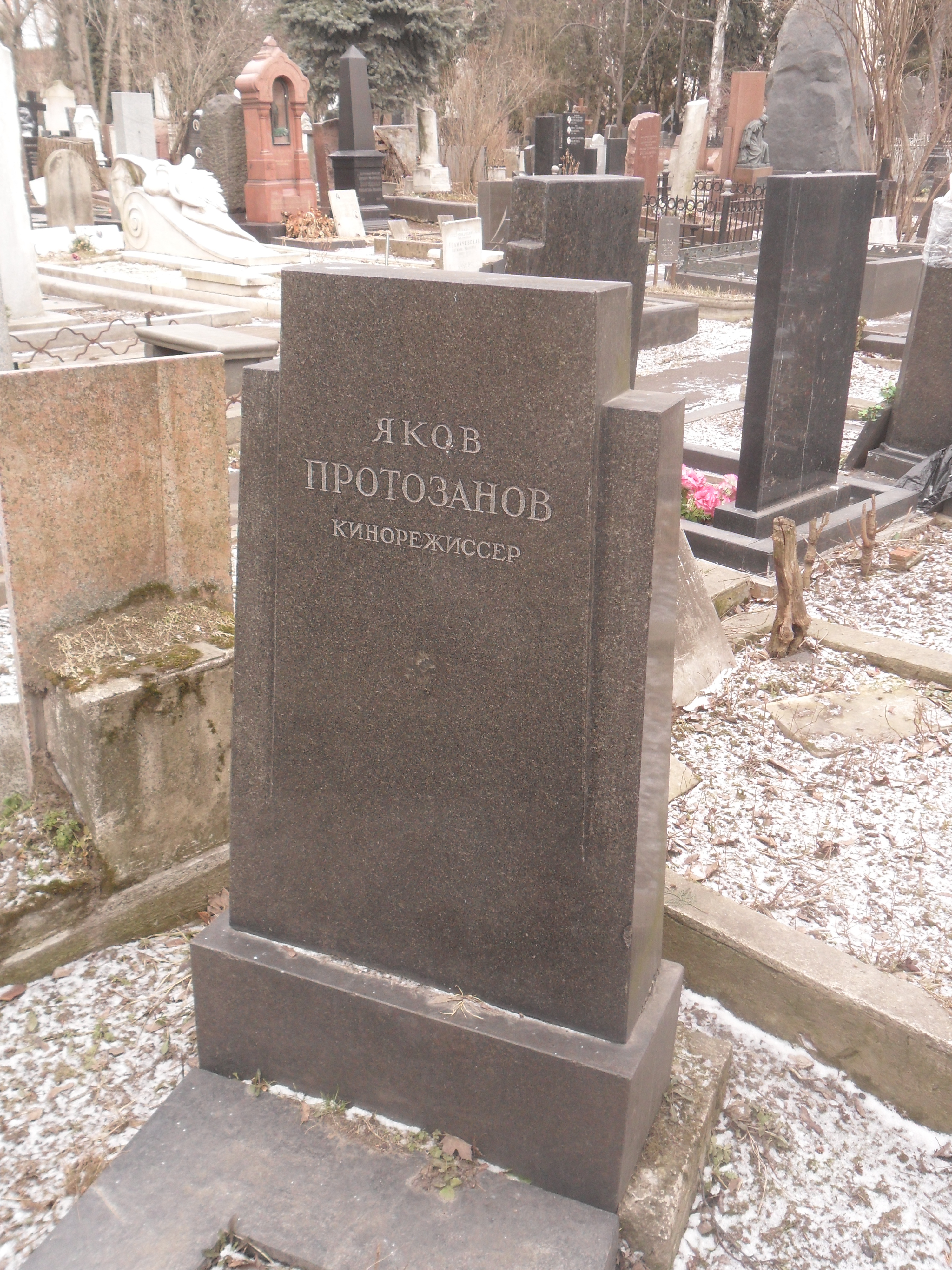
墓

1920年（大正9年）から、フランスのパテとゴーモンで働き、ヴァイマル共和国（現在のドイツ）でも仕事をした。1923年（大正12年）、すでにソビエト連邦となっていた祖国に帰る決意をした。祖国では、『アエリータ』（1924年）、『三百万裁判』（1926年）などを撮った。1937年（昭和12年）、『持参金のない娘』がフランスでパリの金メダルを受賞した。
1943年（昭和18年）に引退した。1945年（昭和20年）8月8日、ソビエト連邦（現在のロシア）の首都モスクワで死去した。満64歳没。イワン・モジューヒン、イゴール・イリンスキー、ミハイル・ジャロフら、スター俳優を発掘した。

## おもなフィルモグラフィ
en:Yakov Protazanov filmographyを参照。
すべて監督作
- 『バフチサライの泉』 Бахчисарайский фонтан : 1909年
- Уход великого старца : 1912年
- 『スペードの女王』 Пиковая дама : 1916年
- 『歓喜する悪魔』 Сатана ликующий : 1917年
- 『ペェター・セルギー』 Отец Сергий : 1917年
- 『アエリータ』 Аэлита : 1924年
- 『トルジョクから来た仕立屋』 Закройщик из Торжка : 1925年
- Его призыв : 1925年
- 『三百万裁判』 Процесс о трех миллионах : 1926年
- Человек из ресторана : 1927年
- Сорок первый : 1927年
- Дон Диего и Пелагея : 1928年
- 『白鷹』 Сорок первый : 1928年
- 『階級と人々』 Чины и люди : 共同監督ミハイル・ドレル、1929年
- 『聖ヨルゲンの日』 Праздник Святого Йоргена : 1930年
- 『トミー』 Томми : 1931年
- 『あやつり人形』 Марионетки : 1934年
- О странностях любви : 1936年
- 『持参金のない娘』 Бесприданница : 1937年
- Салават Юлаев : 1941年
- Насреддин в Бухаре : 1943年

## 関連事項
- パウリ・ティマン （fr:Paul Timan）
- ウラジミール・ガルディン （en:Vladimir Gardin）
- ヨシフ・エルモリエフ （fr:Iossif Ermoliev）